# Neil Young
Neil Percival Young (Toronto, Ontario, 12 de noviembre de 1945) es un músico canadiense, considerado ampliamente como uno de los más influyentes de su generación. Comenzó su carrera musical en Canadá en 1960 con grupos como The Squires y The Mynah Birds, antes de trasladarse en 1966 a California para fundar Buffalo Springfield con Stephen Stills y Richie Furay. En 1968 inició una carrera en solitario que abarca más de 45 años y 39 álbumes de estudio hasta 2016, con una continua exploración de diferentes géneros musicales, especialmente durante la década de 1980, cuando experimentó con estilos como el blues y el rockabilly. Ingresó en el Salón de la Fama del Rock and Roll como miembro de Buffalo Springfield y artista en solitario, descrito como «uno de los mejores compositores e intérpretes de rock and roll».
Su trabajo se caracteriza por unas letras marcadamente personales, en ocasiones con crítica social y posiciones antibelicistas, y por su voz de tenor-alto. Aunque toca instrumentos como el piano, el banjo y la armónica, su trabajo se caracteriza por un distintivo empleo de las guitarras acústica y eléctrica, y en particular por el uso de una Gibson Les Paul de 1953 modificada y apodada Old Black. Su trabajo más reconocido se divide en dos estilos musicales: el acústico, con canciones folk y country rock como «Heart of Gold» y «Old Man», y el eléctrico, con canciones rock y hard rock como «Hey Hey, My My (Into the Black)» y «Rockin' in the Free World», interpretadas principalmente con el grupo Crazy Horse y caracterizadas por una alta distorsión del sonido. A partir de la década de 1990 adoptó elementos de estilos como el grunge, y su influencia en bandas como Nirvana o Pearl Jam le valió el sobrenombre de «el padrino del grunge».
Como director cinematográfico publicó, siempre bajo el seudónimo de Bernard Shakey, largometrajes como Journey Through the Past, Rust Never Sleeps, Human Highway, Greendale y CSNY Déjà Vu. Es también un destacado defensor de causas humanitarias y ambientales, y en 1985 fundó Farm Aid con Willie Nelson y John Mellencamp para ayudar económicamente a los granjeros de Estados Unidos en riesgo de exclusión social. Un año después fundó con Pegi Young una organización educativa para niños con discapacidades psíquicas llamada The Bridge School, que financia con la recaudación de los Bridge School Festival, una serie de conciertos benéficos anuales.
Young contrajo matrimonio en cuatro ocasiones: en 1970 con Susan Acevedo; en 1971 con la actriz Carrie Snodgress, con quien tuvo un hijo de nombre Zeke; en 1978 con Pegi Morton, con quien tuvo dos hijos, Ben y Amber Jean; y en 2018 con la actriz Daryl Hannah. Tras residir más de cincuenta años en los Estados Unidos, primero en Redwood City (California) y luego en Telluride (Colorado), se convirtió en ciudadano estadounidense al adoptar la doble nacionalidad en enero de 2020.
En 2023, aparece en el puesto número 133 de la lista "Los 200 mejores cantantes de todos los tiempos" de la revista Rolling Stone.

## Biografía

### Infancia y orígenes musicales (1945-1965)
Hijo del novelista y comentarista deportivo Scott Young y de Edna «Rassy» Ragland, Neil Percival Young nació en el Hospital General de Toronto el 12 de noviembre de 1945. Poco después, la familia se trasladó a Omemee, una pequeña localidad de Ontario donde Neil pasó su infancia. A los pocos años de vida se le diagnosticó diabetes, y en 1951 contrajo poliomielitis durante uno de los últimos brotes epidémicos de la enfermedad en Ontario. Tras su recuperación, su familia pasó unas vacaciones en Florida en 1952 y a la vuelta decidieron trasladarse desde Omemee a la ciudad de Toronto. Durante este periodo, comenzó a mostrar interés por la música popular que escuchaba en la radio.
A mediados de la década de 1950, entre los diez y once años, comenzó a mostrar interés por una gran variedad de géneros musicales como el rock and roll, el rockabilly, el doo-wop, el R&B y el country, que escuchaba a través de la emisora local CHUM. Su ídolo de la adolescencia era Elvis Presley y de mayor quería ser como él. Otras influencias musicales incluían a Chuck Berry, Little Richard, Fats Domino, The Monotones, Jerry Lee Lewis y Johnny Cash, entre otros. Comenzó a tocar música con un ukelele de plástico, antes de pasar, según sus propias palabras, «a un mejor ukelele, a un ukelele banjo y a un ukelele barítono, cualquier cosa menos una guitarra».
Cuando Neil tenía doce años sus padres se divorciaron. Su hermano Bob se quedó con su padre y él se marchó a vivir con su madre a un área obrera de Fort Rouge, Winnipeg, Manitoba. Allí comenzó a estudiar en la secundaria Earl Grey Junior, en la cual formó su primera banda, The Jades, y conoció a Ken Koblun, quien años después integró el grupo The Squires. Durante su estancia en el Kelvin High School de Winnipeg, tocó en varios grupos de rock. Su primera banda estable fue The Squires, con la que obtuvo cierto éxito local con la canción «The Sultan». Tras abandonar la escuela superior, el grupo tocó en Fort William y grabó una serie de demos producidos por Ray Dee, un pinchadiscos local al que Neil apodó «el Briggs original», en referencia al productor David Briggs. Durante su estancia en Fort William conoció a Stephen Stills, con quien más tarde formó el grupo Buffalo Springfield.
Tras abandonar The Squires, trabajó en varios clubes de folk de Winnipeg, donde conoció a Joni Mitchell. Durante esta etapa comenzó a componer sus primeras canciones, típicamente de carácter folk, como «Sugar Mountain». En 1965, emprendió una gira por Canadá como artista en solitario. Durante su estancia en Toronto se unió al grupo Mynah Birds, bajo el liderazgo de Rick James y obtuvo su primer contrato discográfico con la compañía Motown. Sin embargo, mientras el grupo grababa su primer disco, James fue arrestado por deserción. La ausencia de James supuso la ruptura de The Mynah Birds y Young viajó a Los Ángeles con el bajista del grupo, Bruce Palmer. En una entrevista en 2009, el músico admitió que estuvo ilegalmente en los Estados Unidos hasta 1970, tras recibir una tarjeta de residencia.

### Con Buffalo Springfield (1965-1968)

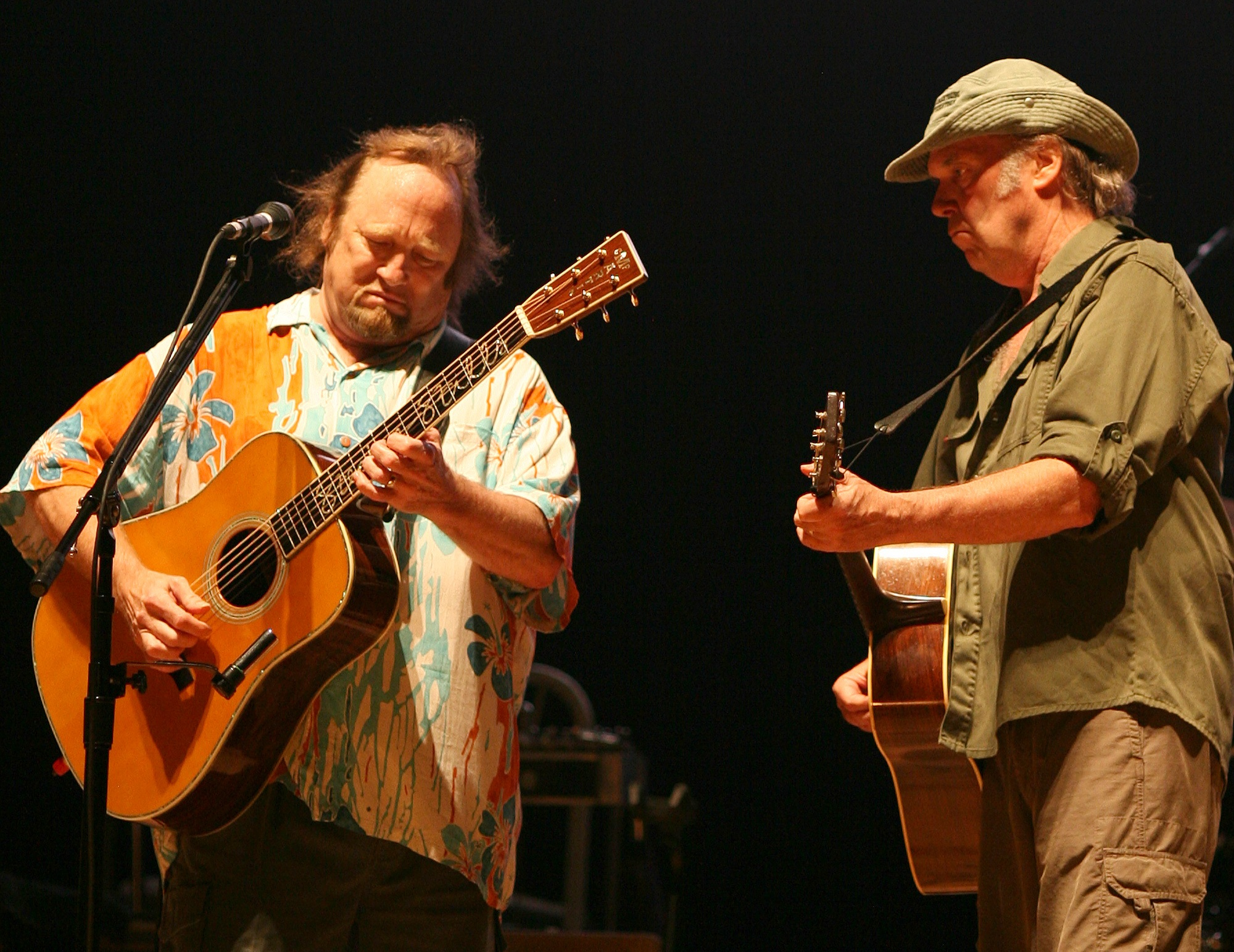
Stills y Young, fundadores de Buffalo Springfield junto a Furay, Palmer y Martin, en 2006.

Una vez en Los Ángeles, Young y Palmer se reunieron con Stephen Stills, Richie Furay y Dewey Martin para formar Buffalo Springfield. A pesar de tener una mayor orientación hacia el country y el folk, el éxito de su primer sencillo, «For What It's Worth», convirtió al grupo en un referente del folk rock junto a grupos como The Byrds.
La confrontación entre sus miembros, así como el arresto y deportación de Palmer, exacerbaron las ya tensas relaciones dentro del grupo, lo cual facilitó su disolución apenas dos años después de publicar su primer disco, Buffalo Springfield. El grupo lanzó un segundo álbum, Buffalo Springfield Again, a finales de 1967, si bien dos de las tres contribuciones de Young, «Expecting to Fly» y «Broken Arrow», fueron grabadas en solitario, sin la colaboración del resto de miembros.
En mayo de 1968, Buffalo Springfield se disolvió tras publicar por obligaciones de contrato un último álbum, Last Time Around. Young contribuyó al álbum con las canciones «On the Way Home» y «I Am a Child», y cantó como voz principal en la segunda. En 1997, Buffalo Springfield ingresó en el Salón de la Fama del Rock and Roll en una ceremonia a la que Young no acudió. En 2011, Stills, Furay y Young reformaron Buffalo Springfield durante una corta gira en la costa Oeste de Estados Unidos que el tercero anuló a los pocos meses para emprender otras actividades musicales.

### Éxito en solitario y trabajo con CSNY (1968-1970)
Tras la disolución de Buffalo Springfield, Young firmó con Reprise Records y contrató a Elliot Roberts como representante. Ambos comenzaron a trabajar al instante en su primer álbum en solitario, titulado Neil Young y publicado en 1968 con críticas dispares. En una entrevista de 1970, el músico criticó el sonido del álbum por estar «sobreproducido en vez de interpretado», en contraste con la buscada espontaneidad de sus trabajos posteriores.

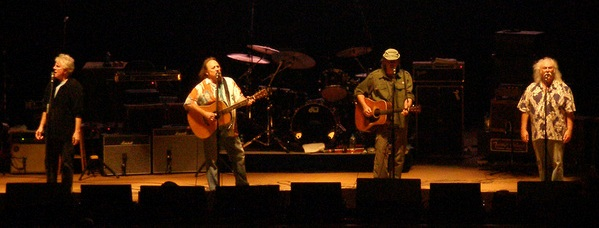
Crosby, Stills, Nash & Young en directo en el PNC Arts Center, en agosto de 2006.

Para grabar su siguiente álbum, trabajó con los tres miembros del grupo The Rockets: Danny Whitten en la guitarra, Billy Talbot en el bajo y Ralph Molina en la batería. Bajo el nombre de Crazy Horse, en homenaje a la histórica figura de Caballo Loco, el grupo grabó durante dos semanas Everybody Knows This Is Nowhere, publicado en mayo de 1969. El álbum comienza con una de sus canciones más populares, «Cinnamon Girl», y está dominado por otras dos, «Cowgirl in the Sand» y «Down by the River», caracterizadas por largos trabajos de improvisación musical.
Poco después de la publicación de Everybody Knows This Is Nowhere, se reunió con Stephen Stills para unirse a Crosby, Stills & Nash, que previamente habían publicado un álbum como trío. En un primer momento le ofrecieron ser músico acompañante del grupo, aunque sólo aceptó unirse a ellos si era aceptado como miembro de pleno derecho, lo cual obligó a rebautizar el grupo como Crosby, Stills, Nash & Young. El cuarteto debutó en Chicago el 16 de agosto de 1969 y participó en el Festival de Woodstock, donde Young se saltó el set acústico y evitó que las cámaras grabaran el concierto. Durante la grabación del primer álbum del cuarteto, Déjà Vu, los músicos discutieron con frecuencia, en particular Stills y Young, que se enfrentaron por la dirección musical del cuarteto. A pesar de la tensión interna, el paso de Young por el grupo coincidió con el periodo más creativo y exitoso del grupo, y contribuyó a su posterior éxito como artista en solitario.
En respuesta a la masacre de la Universidad Estatal de Kent el 4 de mayo de 1970, en la que agentes de la Guardia Nacional mataron a cuatro estudiantes durante protestas por la Guerra de Vietnam, Young compuso «Ohio». La canción, grabada con Crosby, Stills y Nash, fue publicada como sencillo en junio de 1970 y alcanzó el puesto catorce en la lista Billboard Hot 100. Aunque el músico dejó de tocar «Ohio» en directo durante la década de 1970 y parte de la siguiente, volvió a interpretarla en memoria de los estudiantes asesinados a raíz de las protestas de la Plaza de Tiananmén de 1989.

### After the Gold RushyHarvest(1970-1972)

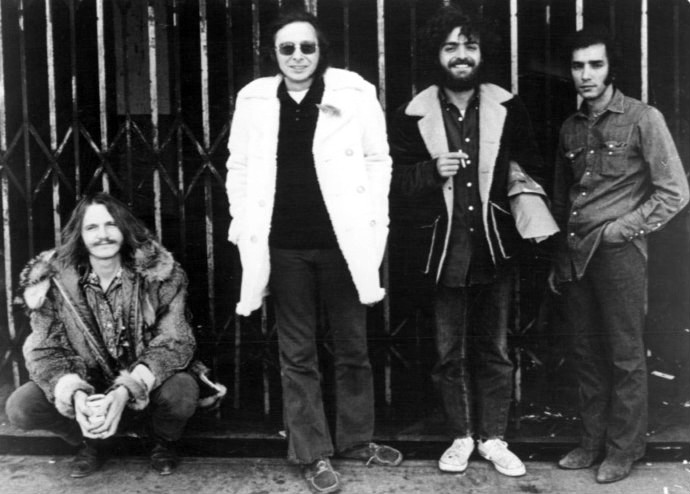
Crazy Horse en 1972. De izquierda a derecha: Danny Whitten, Jack Nietzsche, Billy Talbot y Ralph Molina.

A finales de 1970, tras salir de gira con Crosby, Stills & Nash, Young publicó After the Gold Rush, su tercer álbum de estudio en solitario, que contó con la participación de músicos como Nils Lofgren, Stephen Stills y Greg Reeves. La fama lograda con CSNY favoreció que el disco fuese su primer gran éxito comercial al alcanzar el puesto ocho en la lista Billboard 200. Además, sirvió de base para consolidar su propio sonido, orientado hacia el country y el folk, con letras que reflejaban preocupaciones ambientales, como en el caso de «After the Gold Rush», y críticas al racismo y a la esclavitud, como en «Southern Man». Junto a la canción «Alabama», publicada dos años después en Harvest, «Southern Man» fue polémica en el Sur de Estados Unidos al coincidir con el fin de la segregación racial y obtuvo una réplica por parte de Lynyrd Skynyrd en «Sweet Home Alabama», en la que el grupo citó explícitamente al músico.
A finales de 1970, coincidiendo con el distanciamiento con Crosby, Stills y Nash y con la firma de un contrato discográfico propio para Crazy Horse, inició una gira acústica en solitario por los Estados Unidos, durante la cual interpretó canciones solo con guitarra o piano. Algunas canciones estrenadas durante la gira, como «Journey Through the Past», nunca aparecieron en un álbum de estudio, mientras que otras, como «See the Sky About to Rain», fueron publicadas años más tarde. La gira continuó hasta comienzos de 1971, con una mayor atención en las nuevas canciones que había compuesto. Según sus propias palabras: «Había compuesto tantas canciones que no pensaba en otra cosa más que en tocarlas». La gira incluyó un par de conciertos en el Massey Hall de Toronto, grabados para un futuro álbum en directo, Live at Massey Hall 1971, que permaneció inédito hasta su publicación cuarenta años después.
Poco antes de finalizar la gira, participó en el programa de televisión Johnny Cash on Campus e interpretó la canción «The Needle and the Damage Done», un lamento sobre el dolor causado por la adicción a la heroína e inspirado en parte por la fuerte adicción a la droga del guitarrista de Crazy Horse, Danny Whitten, que murió poco tiempo después de una sobredosis. Durante su estancia en Nashville para participar en el programa de Cash, conoció a un grupo de músicos de sesión de country a quien rebautizó como The Stray Gators. En contra del consejo del productor David Briggs, descartó los planes para publicar un disco en directo y grabó en Nashville con el nuevo grupo. El resultado fue Harvest, publicado en 1972 y cuyo primer sencillo, «Heart of Gold», alcanzó el primer puesto en la lista estadounidense Billboard Hot 100.
Tras su éxito con Crosby, Stills y Nash, adquirió un rancho en una zona rural del norte de California, con su por entonces mujer, la actriz Carrie Snodgress, y donde nació su primer hijo, Zeke, el 8 de septiembre de 1972. La estabilidad de su vida personal quedó reflejada en canciones como «A Man Needs a Maid», en la que describe cómo se enamoró de Snodgress al verla en la película Diario de una esposa desesperada, y «Old Man», en honor del cuidador de la tierra, Louis Avila. A pesar de la buena recepción comercial, su reciente éxito le cogió desprevenido y su primer instinto fue distanciarse del estrellato. Al respecto, el cantante describió «Heart of Gold» en el álbum recopilatorio Decade como: «La canción me puso en el medio de la carretera. Viajar por ahí pronto se convirtió en un aburrimiento, por lo que me lancé a la cuneta. Un camino difícil, aunque conocí gente interesante».

### The Ditch Trilogy(1973-1975)
Aunque Young intentó organizar una gira para promocionar Harvest, durante los ensayos observó que Danny Whitten no podía trabajar debido al constante consumo de drogas. El 18 de noviembre de 1972, poco después de ser despedido de los preparativos de la gira, y después de que Young lo expulsara de Broken Arrow con cincuenta dólares como única compensación, encontraron a Whitten muerto en su casa debido a una sobredosis. Young comentó a la revista musical Rolling Stone sobre su muerte:

Estábamos ensayando con él y simplemente no podía hacerlo. No recordaba nada. Estaba demasiado fuera de sí. Demasiado lejos. Le tuve que decir que volviera a Los Ángeles. "No está pasando, tío. No estáis lo suficientemente juntos". Él dijo: "No tengo ningún otro sitio donde ir, tío. ¿Qué le voy a decir a mis amigos?". Y se marchó. Aquella noche el forense me llamó desde Los Ángeles y me dijo que había muerto. Me quedé perplejo. Quería a Danny. Me sentí responsable. Y desde entonces tuve que hacer esa gran gira en grandes estadios. Estaba muy nervioso... e inseguro.

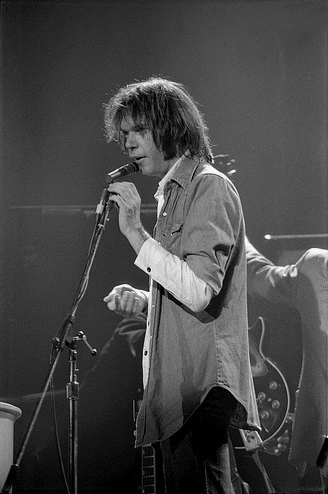
Neil Young en Austin (Texas) el 9 de noviembre de 1976.

Durante la gira tuvo problemas con su voz y continuas bajas, por lo que llamó a David Crosby y a Graham Nash para que le ayudaran. El álbum publicado a raíz de la muerte de Whitten, Time Fades Away, fue descrito por el propio músico como «su peor disco», y es junto a Journey Through the Past el único trabajo de su discografía no publicado oficialmente en CD hasta la fecha. Time Fades Away supuso el primero de tres fracasos comerciales que engloban la llamada Ditch Trilogy, vistos como la exteriorización de conflictos internos tras el éxito de Harvest y la muerte de Whitten.
En la segunda mitad de 1973 formó el grupo The Santa Monica Flyers con Crazy Horse y Nils Lofgren, y grabó Tonight's the Night. El tono sombrío del álbum, dedicado a Whitten y al roadie Barry Bruce, otro compañero muerto por sobredosis, llevó a Reprise Records a retrasar su publicación durante dos años. Durante este periodo grabó otro disco, On the Beach, con un sonido más melódico y acústico, que incluyó la canción «See the Sky About to Rain» y contó con la colaboración de los miembros de The Band Levon Helm y Rick Danko. Sin embargo, incluyó temas igualmente oscuros sobre el colapso de los ideales folk de la década de 1960, la cara oculta del éxito y las entrañas del estilo de vida californiano. Al igual que Time Fades Away, On the Beach obtuvo poco éxito comercial, aunque con el paso del tiempo se convirtió en un favorito de la crítica: al respecto, el crítico Derek Svennungsen describió On the Beach como «hipnotizante, desgarrador, lúcido y turbio».
Tras completar On the Beach volvió a trabajar con Elliot Mazer para grabar un nuevo álbum acústico bajo el título de Homegrown. La mayoría de las canciones fueron compuestas tras la ruptura con su mujer, razón por la cual el disco mantuvo el tono sombrío de sus predecesores. Aunque llegó a completar la grabación de Homegrown, decidió archivarlo y publicar, por sugerencia de Rick Danko, Tonight's the Night. El músico explicó la decisión de posponer la publicación de Homegrown diciendo: «Era demasiado personal... y me asustó». Gran parte de las canciones de Homegrown fueron incorporadas a otros trabajos como American Stars 'N Bars —«Star of Bethlehem»—, Zuma —«Pardon My Heart»— y Hawks & Doves —«Little Wing» y «The Old Homestead»—, entre otros. Fue hasta el 19 de junio de 2020 que Homegrown salió al público, 45 años después de su grabación.
Tonight's the Night, el tercer y último de los trabajos englobados en The Ditch Trilogy, fue finalmente publicado en junio de 1975. A pesar del menor éxito comercial en comparación con antecesores como After the Gold Rush y Harvest, Tonight's the Night obtuvo buenas críticas de la prensa musical y figuró en el puesto 331 de la lista de los 500 mejores álbumes de todos los tiempos, elaborada por la revista Rolling Stone.

### Zuma,American Stars 'N BarsyRust Never Sleeps(1976-1979)
Young reformó Crazy Horse con el guitarrista Frank Sampedro sustituyendo al fallecido Danny Whitten para grabar Zuma, un álbum con una temática dominante sobre relaciones fallidas, en la línea de trabajos anteriores. Zuma incluyó «Cortez the Killer», una historia de la conquista de México desde la visión de los aztecas, también definida como una alegoría del amor perdido y censurada en la España franquista, así como «Through My Sails», una canción grabada en 1974 con Crosby, Stills & Nash. Al año siguiente, se reunió con Stephen Stills para grabar Long May You Run, álbum acreditado a The Stills-Young Band y seguido de una gira que Young abandonó hacia la mitad tras mandarle un telegrama a Stills que decía: «¿Quién podría pensar que una gira que empieza tan espontáneamente iba a terminar de la misma forma? Bueno, ¿comerte un melocotón te hace ir más rápido? Necesito descansar».

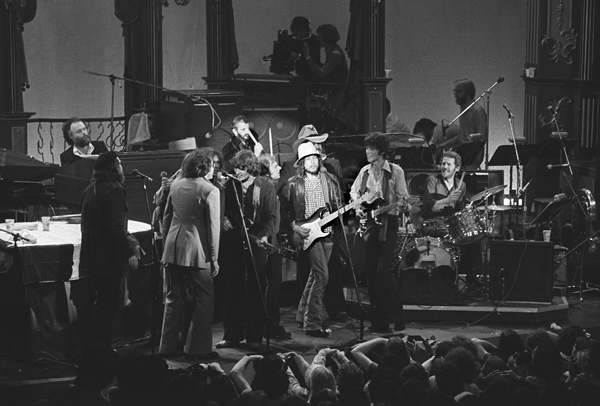
Young en The Last Waltz, el concierto de despedida de The Band, en noviembre de 1976.

En 1976 participó en The Last Waltz, el concierto de despedida de The Band, junto a una larga lista de invitados que incluyó a Joni Mitchell, Van Morrison y Bob Dylan, entre otros. La publicación del largometraje, dirigido por Martin Scorsese, fue retrasada para editar los restos de cocaína visibles desde ángulos inferiores en la nariz de Young mientras interpretaba «Helpless». Sobre el incidente, el músico comentó: «No estoy orgulloso de eso».
Un año después editó American Stars 'N Bars, su siguiente trabajo de estudio, en el cual contó con la colaboración de cantantes como Linda Ronstadt, Emmylou Harris y Nicolette Larson, e incluyó «Homegrown» y «Star of Bethlehem», dos canciones grabadas anteriormente en Homegrown, así como nuevo material, entre el que destacó el sencillo «Like a Hurricane». El mismo año lanzó Decade, su primer recopilatorio con canciones seleccionadas y comentadas personalmente por el músico.
En 1978 publicó Comes a Time, un álbum acústico en la línea de Harvest con canciones country y letras autobiográficas. El álbum, que incluyó la colaboración de Larson en canciones como «Motorcycle Mama» y «Already One», alcanzó el puesto siete en la lista Billboard 200, su mejor posición desde la publicación de Harvest.
El mismo año emprendió una gira en la que comenzó a dividir sus conciertos en dos secciones: una parte acústica en solitario y otra eléctrica con el respaldo del grupo Crazy Horse. Durante la gira interpretó una amplia gama de nuevas composiciones que aparecieron en Rust Never Sleeps, un álbum con grabaciones extraídas de conciertos y sobregrabadas en el estudio. Además, estrenó también una versión cinematográfica de Rust Never Sleeps bajo el seudónimo de Bernard Shakey.
A raíz del éxito comercial de Rust Never Sleeps, los lectores y críticos de la revista Rolling Stone nombraron a Young artista del año y a Rust Never Sleeps como el mejor álbum de 1979. Además, la revista The Village Voice también lo nombró disco del año en la encuesta Pazz & Jop.

### Años de experimentación (1980-1988)

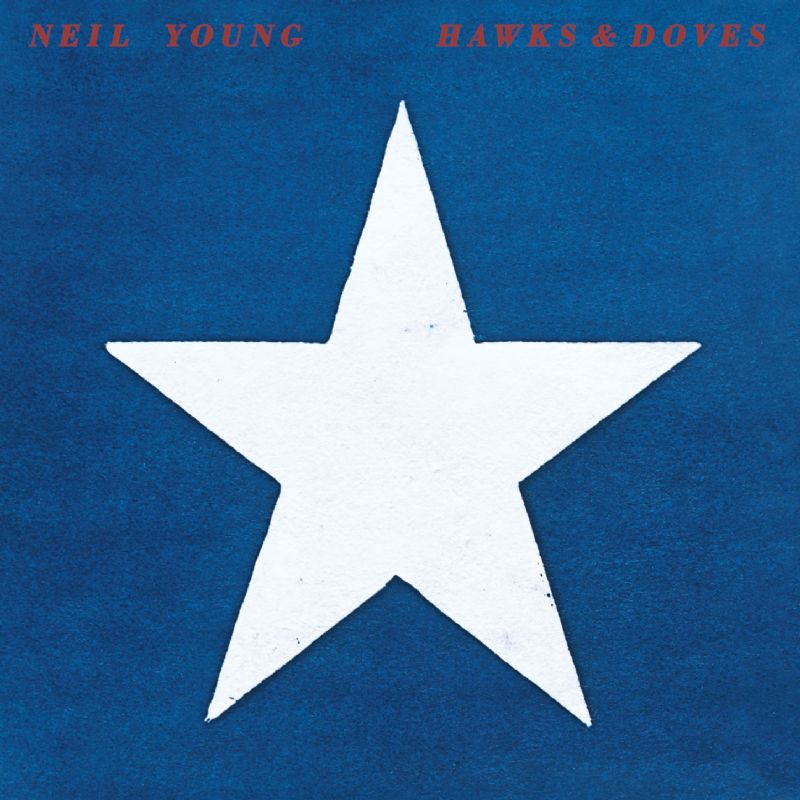
Portada de Hawks & Doves, un álbum publicado en 1980.

La década de 1980 fue un tiempo crítico para Young a nivel personal y profesional. En noviembre de 1978, pocos meses después de contraer matrimonio con Pegi Young, nació Ben, su segundo hijo, con tetraplejía y parálisis cerebral. La incapacidad de Ben para hablar y la ausencia de escuelas apropiadas motivaron al matrimonio a fundar en 1986 The Bridge School, una escuela que tiene como finalidad la integración en la sociedad de niños con necesidades especiales mediante el empleo de sistemas de comunicación alternativos y aumentativos y tecnologías de apoyo. La escuela se financia a través del Bridge School Festival, una serie de conciertos benéficos anuales en los que participan Young y músicos invitados, y cuya vigesimoctava edición se celebró en 2014.
En el plano musical, tras componer música para la película biográfica de Hunter S. Thompson Where the Buffalo Roam, publicó Hawks & Doves, un álbum de country con descartes de sesiones de grabación pasadas que marcó el comienzo de sucesivos fracasos comerciales durante toda la década. En 1981 volvió a grabar con Crazy Horse y lanzó Re-ac-tor, con improvisaciones musicales como «T-Bone» y «Motor City». Tras la publicación de Re-ac-tor, ofreció un único concierto en el Bread and Roses Festival de Berkeley (California) que no fue seguido de ninguna gira promocional.
Trans, publicado en 1982, marcó un cambio estilístico al incorporar vocoders, sintetizadores, cajas de ritmos y otros elementos electrónicos que modificaban la naturaleza de su voz. El disco, el primero bajo un nuevo contrato discográfico con Geffen Records, estuvo inspirado por su creciente interés en avances tecnológicos para comunicarse con su hijo Ben, y fue promocionado con una gira entre julio y octubre de 1982.
En un intento por ampliar su registro musical, publicó en 1983 Everybody's Rockin', un álbum con versiones de temas rockabilly que el músico promocionó con una gira por los Estados Unidos con el grupo Shocking Pinks como banda de apoyo. No obstante, el escaso atractivo comercial de Trans y Everybody's Rockin' llevó al propio presidente de la discográfica, David Geffen, a demandar a Young por hacer «música no característica en sus anteriores grabaciones». El mismo año estrenó su primer largometraje como director, Human Highway, protagonizado por Dean Stockwell, Russ Tamblyn, Dennis Hopper y miembros del grupo Devo.
En 1984, formó el grupo The International Harvesters para grabar Old Ways, un álbum de temática country en la línea de Comes a Time cuya primera versión rechazó Geffen Records en 1982. Finalmente publicado en 1985, el álbum contó con colaboraciones de Willie Nelson y Waylon Jennings y fue seguido de una gira promocional, a pesar de llegar solo al puesto 75 en la lista Billboard 200 y registrar la peor posición para un trabajo del músico. Además, participó en el concierto Live Aid con Crosby, Stills y Nash en la primera aparición pública del cuarteto en casi diez años.
Su contrato con Geffen expiró tras publicar dos álbumes más cercanos al rock convencional en los que utilizó técnicas poco comunes en su registro como el uso de sintetizadores y cajas de ritmos. El primero, Landing on Water, vio la luz en 1986 y fue seguido de una gira de promoción con el respaldo del grupo Crazy Horse, que también participó en la grabación de Life. Las ventas de sus trabajos disminuyeron progresivamente durante la década de 1980, y Life apenas superó las 400 000 copias a nivel mundial.
Tras firmar un nuevo contrato con Reprise Records, formó una banda de blues bajo el nombre de The Bluenotes y salió de gira. La suma de una sección de instrumentos de viento dio al grupo un sonido cercano al blues que introdujo al músico en un nuevo registro musical, el cual dominó el álbum de 1988 This Note's for You. El músico rodó un videoclip de la canción que da título al álbum en el que criticó el uso de canciones en anuncios de televisión y mencionó explícitamente a las empresas Coca-Cola y Pepsi. A pesar de sufrir la censura en la cadena de televisión MTV, el video ganó el premio premio MTV al mejor video del año en 1989.
A finales de 1988, Young cumplió la promesa de volver a grabar con Crosby, Stills y Nash si David Crosby abandonaba las drogas. El resultado, American Dream, el primer álbum del cuarteto desde la publicación de Déjà Vu, obtuvo reseñas generalmente negativas. Al respecto, William Ruhlmann de Allmusic definió el álbum como un «esfuerzo razonable que marca la falta de esa chispa que hacía al grupo mucho más que la suma de sus partes».

### DeFreedomaBroken Arrow(1989-1997)

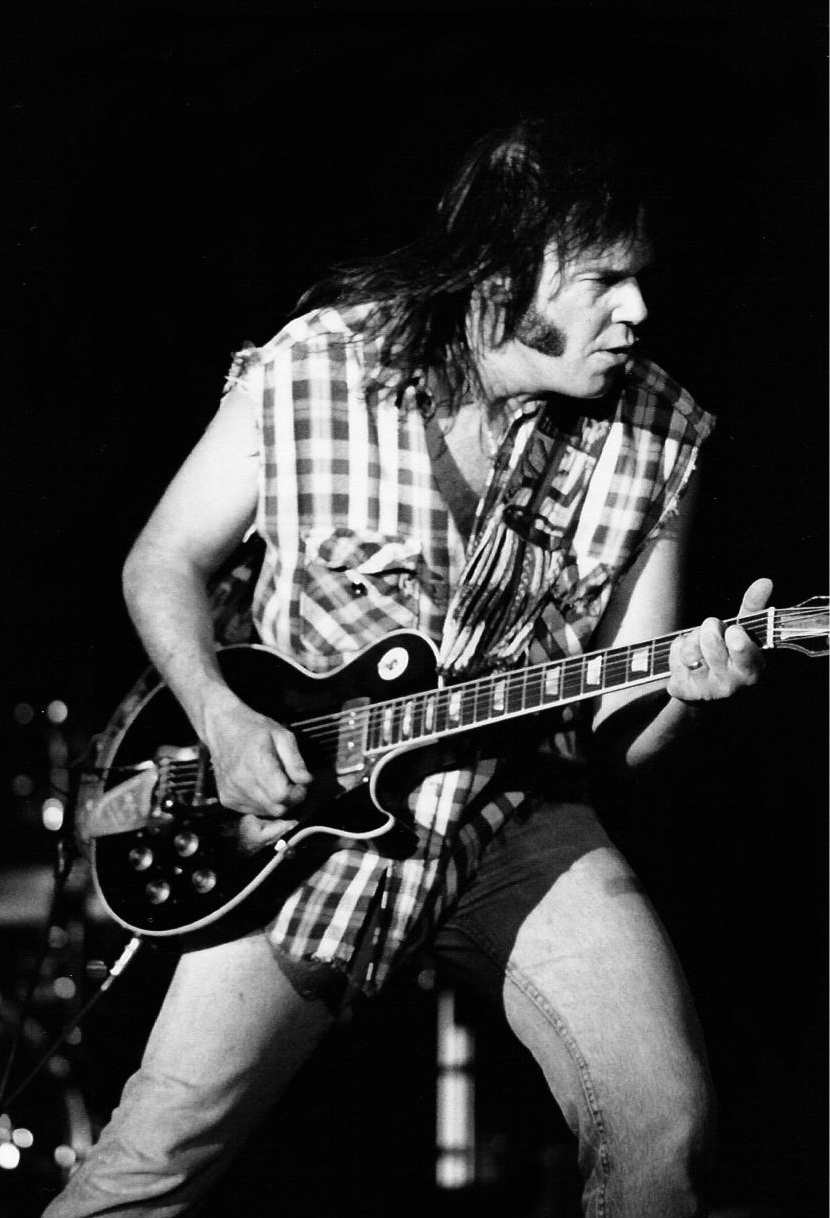
Neil Young en Barcelona, España, en 1990.

A comienzos de 1989, Young publicó el sencillo «Rockin' in the Free World», que alcanzó el puesto dos en la lista Billboard Mainstream Rock, como adelanto del álbum Freedom. El retorno a sus raíces musicales fue acompañado de una mayor implicación en problemas sociopolíticos, reflejados en la letra de «Rockin' in the Free World», donde crítica la Administración del presidente George H. W. Bush y la destrucción del medio ambiente. El uso de una fuerte distorsión y de retroalimentación en algunas canciones de Freedom equiparó el álbum a Rust Never Sleeps y precedió el auge del grunge. Al respecto, Kurt Cobain y Eddie Vedder citaron en más de una ocasión a Young como influencia musical y contribuyeron a un renovado interés por su carrera musical.
Young inició los años 90 retomando su trabajo con Crazy Horse y grabando Ragged Glory, un álbum marcado por el uso de una creciente distorsión en el sonido de su guitarra Old Black y seguido por una gira con Social Distorsion y Sonic Youth como teloneros. El disco en directo Weld recogió extractos de la gira de Ragged Glory y fue publicado de forma paralela a Arc, un collage de feedbacks y distorsiones de 35 minutos de duración.
La publicación de Harvest Moon en 1992 marcó un retorno al folk rock de Harvest y Comes a Time. El álbum contó con la participación de gran parte de los músicos que colaboraron en Harvest y ofreció al músico su mejor resultado comercial desde la publicación de Live Rust, al alcanzar el puesto dieciséis en la lista Billboard 200. Además, el disco obtuvo buenas reseñas de la crítica musical y ganó un Premio Juno al álbum del año en 1994. El mismo año también participó en la grabación de la canción de Randy Bachman «Prairie Town», mientras que su canción «Philadelphia», incluida en la película homónima de Jonathan Demme, fue nominada al Óscar a la mejor canción original. Su asociación con el cineasta se mantuvo años después con la filmación de tres documentales, Heart of Gold, Trunk Show y Journeys, estrenados entre 2005 y 2012.

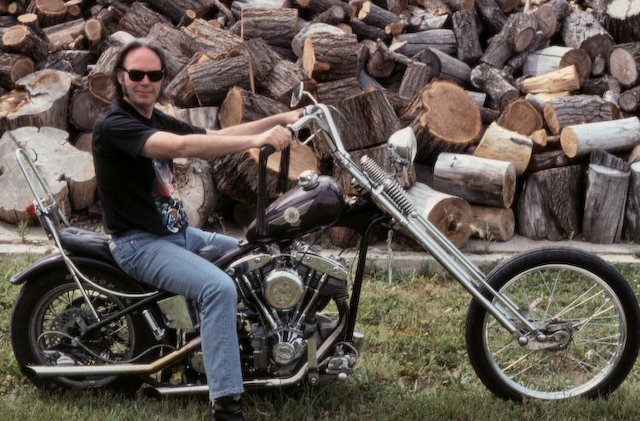
Neil Young en 1992.

En 1994 volvió a reunir a Crazy Horse para grabar Sleeps with Angels, un álbum sombrío e influido por la reciente muerte de Kurt Cobain, quien citó en su nota de suicidio el verso «It's better to burn out than to fade away» —en español: «Es mejor arder en un instante que consumirse lentamente»— de la canción «My My, Hey Hey (Out of the Blue)». Aún conectado con la escena grunge, grabó con Pearl Jam el álbum Mirror Ball y emprendió con la banda una gira por Europa en 1995. También en 1995 ingresó en el Salón de la Fama del Rock and Roll, en el que Eddie Vedder, presentador de la ceremonia, comentó: «Young ha demostrado constantemente la pasión de un artista que entiende la autorrenovación como el único camino para evitar quemarse. Por esta razón ha sido uno de los artistas más significativos de la era del rock and roll.
Tras la gira con Pearl Jam, colaboró con el productor Jim Jarmusch para componer la banda sonora del western Dead Man. La banda sonora instrumental fue improvisada mientras el músico veía el largometraje solo en un estudio de grabación. La muerte de su amigo y productor David Briggs a finales de 1995 le acercó de nuevo al grupo Crazy Horse para grabar el álbum Broken Arrow, publicado en 1996 y seguido de una gira recogida en el documental Year of the Horse, bajo la dirección de Jarmusch. Entre 1996 y 1997, volvió a salir de gira por Europa y Norteamérica con el respaldo de Crazy Horse.
Tras un año de descanso, Young finalizó la década colaborando nuevamente con Crosby, Stills and Nash en la grabación del álbum Looking Forward. La gira posterior tuvo paradas en Estados Unidos y Canadá y obtuvo un beneficio neto de 42 millones de dólares, lo que la convirtió en la octava gira con mayor recaudación de 2000.

### DeSilver & GoldaFork in the Road(2000-2009)
Comenzado el nuevo siglo, Young continuó publicando material con una frecuencia similar con respecto a años anteriores. En 2000 publicó Silver & Gold, un álbum acústico que alcanzó el puesto veintidós en la lista Billboard 200, y Road Rock Vol. 1, un álbum en directo que incluyó «Fool For Your Love», un tema inédito compuesto durante la grabación de This Note's for You. En 2001 estrenó «Let's Roll», un tributo personal a las víctimas de los ataques terroristas del 11-S en general y a los pasajeros del vuelo 93 de United Airlines en particular. La canción figuró en Are You Passionate?, un disco de canciones de amor dedicadas a su mujer, Pegi, y que contó con la colaboración de Booker T. & the M.G.'s. En el concierto tributo America: A Tribute to Heroes, versionó la canción de John Lennon «Imagine» y acompañó a Eddie Vedder y Mike McCready en «Long Road», un tema compuesto durante la grabación de Mirror Ball.
En 2003, grabó con los miembros de Crazy Horse Billy Talbot y Ralph Molina y publicó Greendale, un álbum conceptual que relata una historia en torno al asesinato de un policía en una ciudad ficticia de California y su efecto sobre los habitantes. Bajo el seudónimo de Bernard Shakey dirigió una película homónima que incluyó a actores sincronizando los labios con las letras de las canciones. Entre 2003 y 2004 salió de gira con el nuevo material, primero en una versión acústica en solitario por Europa y posteriormente por Norteamérica, Japón y Australia con el respaldo de Crazy Horse y la incorporación de Frank "Poncho" Sampedro —no presente en la grabación de Greendale— a la guitarra.

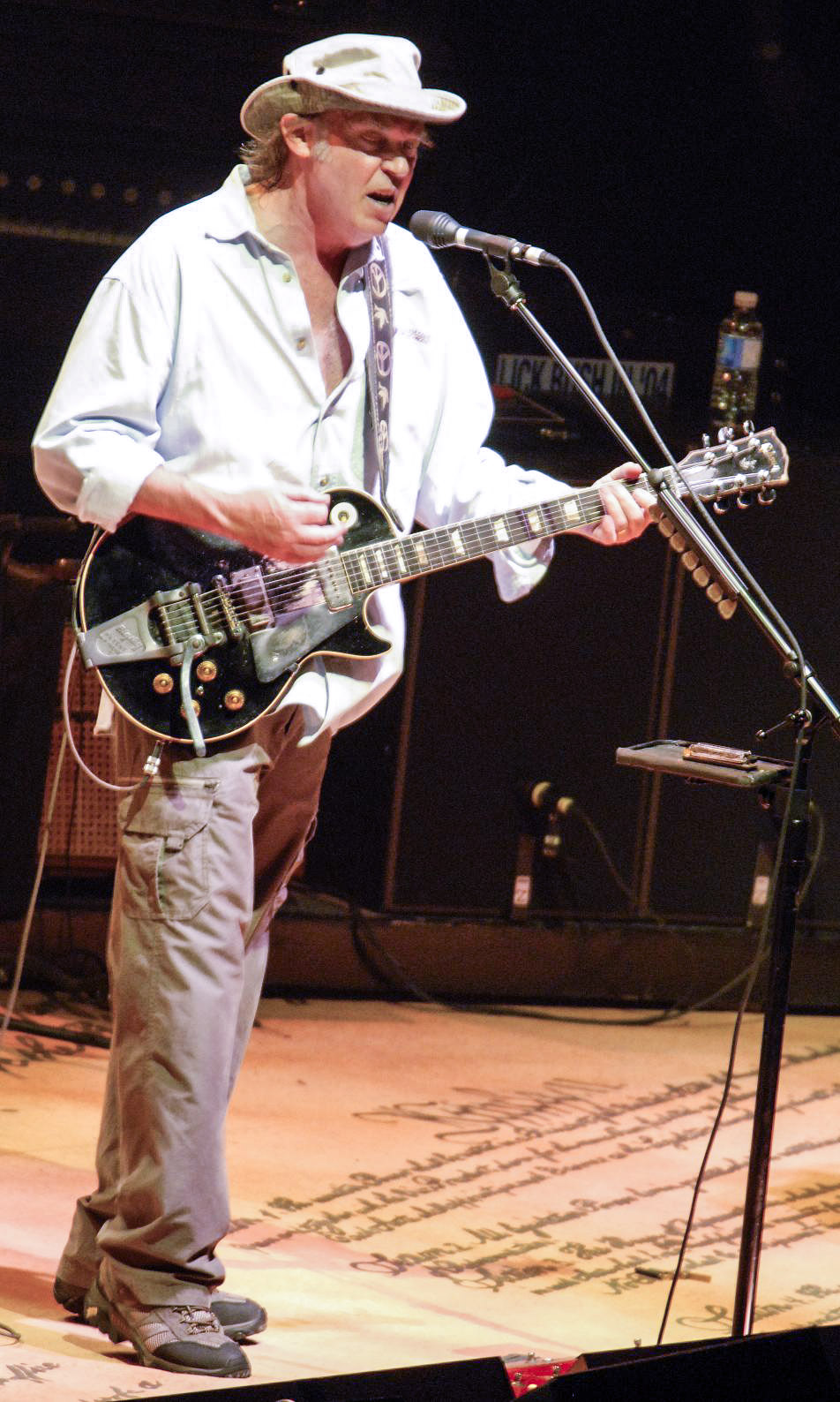
Neil Young durante la gira de CSNY Freedom Of Speech Tour '06.

En marzo de 2005 sufrió un aneurisma cerebral durante la grabación de Prairie Wind en Nashville, Tennessee. A pesar del elevado riesgo, fue intervenido satisfactoriamente mediante un procedimiento neuroradiológico en un hospital de Nueva York. El posoperatorio le obligó a cancelar su aparición en la gala de los Premios Juno en Winnipeg, aunque volvió a la actividad musical a partir del 2 de julio con la participación en el concierto Live 8, en el cual estrenó la canción «When God Made Me». Los problemas de salud acentuaron la temática de Prairie Wind, publicado a finales de año, y que incluyó canciones marcadas por la introspección y la mortalidad. Su estreno tuvo lugar durante un concierto en el Grand Ole Opry de Nashville, que el cineasta Jonathan Demme filmó y publicó en el documental Neil Young: Heart of Gold.
Su renovado activismo político quedó de manifiesto en Living with War, un nuevo disco de estudio que grabó y publicó en menos de un mes como consecuencia de sucesos relacionados con la política exterior de los Estados Unidos. Las canciones abiertamente antibelicistas de Living with War manifestaron un rechazo a la política del expresidente de los Estados Unidos George W. Bush, especialmente en lo relativo a la invasión y la posterior guerra de Irak. Aunque gran parte de las canciones examinan los costes humanos de la guerra, en «Let's Impeach the President» culpa directamente a Bush de mentir a su país para entrar en un conflicto armado y menciona al por entonces senador por Illinois Barack Obama como una «esperanza». En el verano de 2006, emprendió la gira Freedom of Speech Tour '06 con Crosby, Stills & Nash, en la que el cuarteto tocó el álbum Living with War y canciones antiguas del grupo. Dos años después, publicó CSNY Déjà Vu, un largometraje de la gira que el propio músico dirigió bajo el seudónimo de Bernard Shakey.
En 2007 lanzó Chrome Dreams II, un álbum que igualó el éxito de Prairie Wind al alcanzar el puesto once en la lista estadounidense Billboard 200. El disco incluyó descartes de sesiones de grabación pasadas como «Ordinary People», un tema de dieciséis minutos grabado en 1987 para el álbum This Note's for You, además de nuevas composiciones como «No Hidden Path», nominado al Grammy a la mejor interpretación vocal de rock solista en la 51.ª gala de los premios. Tras su publicación, emprendió la gira Continental Tour entre 2007 y 2009 con el respaldo de un grupo integrado por Ben Keith, Rick Rosas, Anthony Crawford, Ralph Molina y su mujer Pegi Young. Durante la gira encabezó los carteles del festival de Glastonbury, de la Isla de Wight y del Primavera Sound de Barcelona, entre otros.
El proyecto LincVolt, un intento por crear un vehículo híbrido eléctrico a partir de su Lincoln 1959, inspiró al músico para publicar Fork in the Road, un álbum con canciones sobre el automóvil que alcanzó el puesto diecinueve en la lista Billboard 200. Durante la gira de promoción, volvió a colaborar con Demme en Neil Young Trunk Show, un segundo documental que el cineasta filmó durante un concierto en Upper Darby, Pensilvania y que estrenó el 21 de marzo de 2009 en el SXSW Film Conference and Festival de Austin, Texas. El mismo año participó tocando la guitarra en el álbum de Booker T. & the M.G.s Potato Hole.

### DeLe NoiseaColorado(de 2010 en adelante)

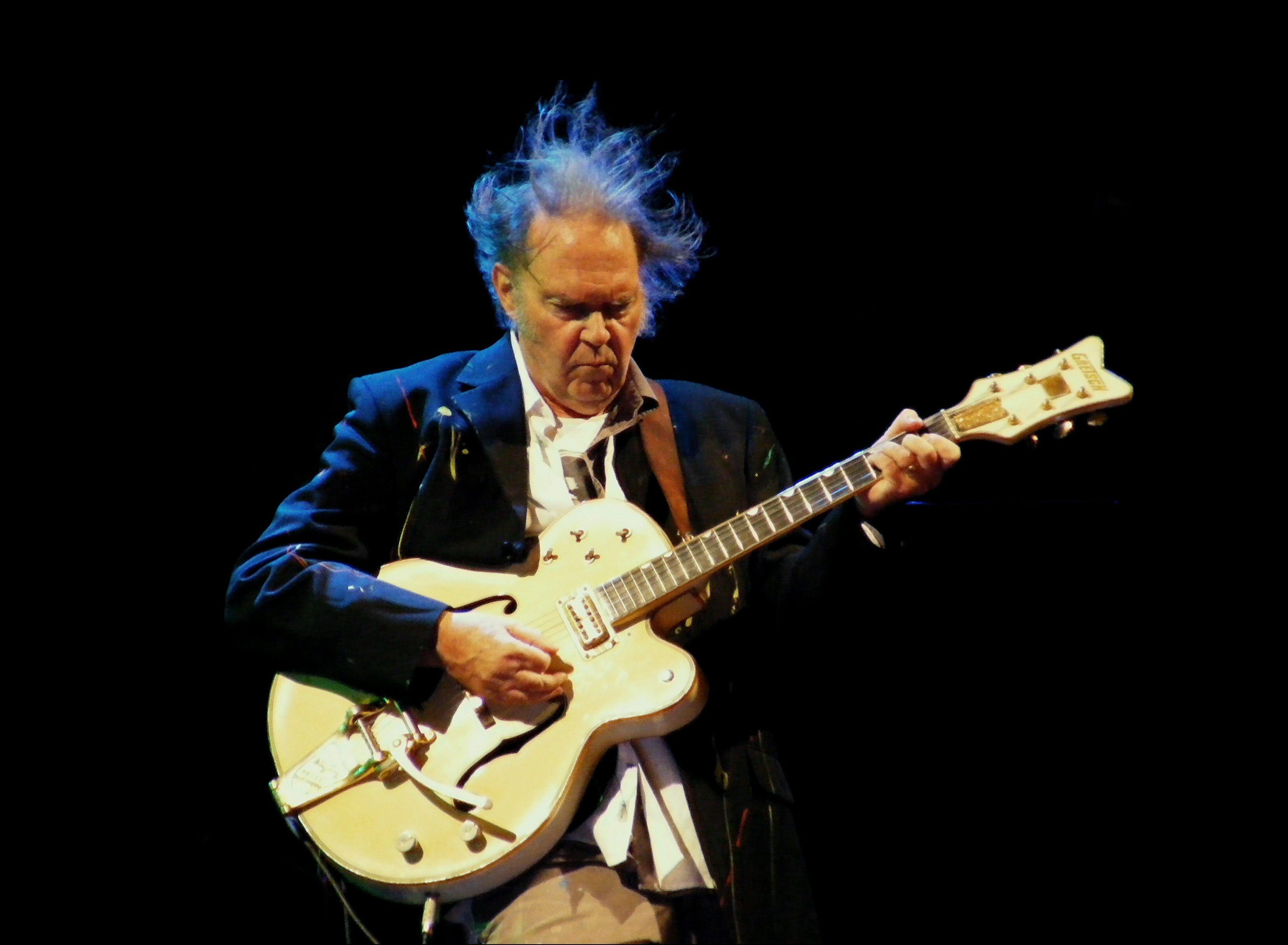
Neil Young tocando una Gretsch White Falcon durante un concierto en 2009.

Young comenzó la nueva década tocando «Long May You Run» en el último episodio del programa The Tonight Show with Conan O'Brien el 22 de enero, e interpretando, el mismo día, la canción «Alone and Forsaken» en el teletón benéfico Hope for Haiti Now: A Global Benefit for Earthquake Relief. También interpretó «Long May You Run» en la ceremonia de clausura de los Juegos Olímpicos de Vancouver el 28 de febrero y participó en el álbum de Elton John y Leon Russell The Union.
A mediados de 2010, emprendió en solitario la gira Twisted Road Tour por Norteamérica previa a la publicación de un nuevo trabajo de estudio. El álbum, grabado antes del comienzo de la gira, se publicó en septiembre de 2010 con el título de Le Noise y contó con la producción de Daniel Lanois. En julio del mismo año, sufrió la pérdida de Ben Keith, guitarrista y colaborador habitual en sus discos desde la grabación en 1971 de Harvest.
Tras Heart of Gold y Trunk Show, su colaboración con el cineasta Jonathan Demme continuó con Neil Young Journeys. El documental, cuyo estreno tuvo lugar en el Festival Internacional de Cine de Toronto en septiembre de 2011, intercala el concierto que el músico ofreció en el Massey Hall de Toronto durante su gira Twisted Tour con grabaciones de un viaje a Omemee, Ontario, la ciudad donde creció.
Tras finalizar la gira Twisted Road Tour, reformó Buffalo Springfield con Stephen Stills y Richie Furay, con quienes participó en el concierto benéfico Bridge School Benefit y ofreció siete conciertos. A pesar de planear una gira con una treintena de conciertos, Young canceló al poco tiempo su colaboración con Stills y Furay. Según sus propias palabras: «Estaría en una gira de mi pasado el resto de mi jodido tiempo y es algo que no puedo hacer. Tengo que estar disponible para moverme hacia delante. No puedo estar relegado».
En los últimos meses de 2011, escribió Waging Heavy Peace: A Hippie Dream, una autobiografía en la que el músico detalla aspectos de su familia, especialmente de su hijo Ben, y de sus principales aficiones extramusicales, como su pasión por los trenes eléctricos, su filiación a Lionel, LLC y su intento por crear un sistema de audio de alta fidelidad con Pono, un nuevo formato de audio estrenado en 2014. La redacción del libro coincidió con un momento en el que el músico dejó de beber alcohol y de fumar marihuana a sugerencia de su médico, una situación en la que se vio incapaz de componer nuevas canciones.

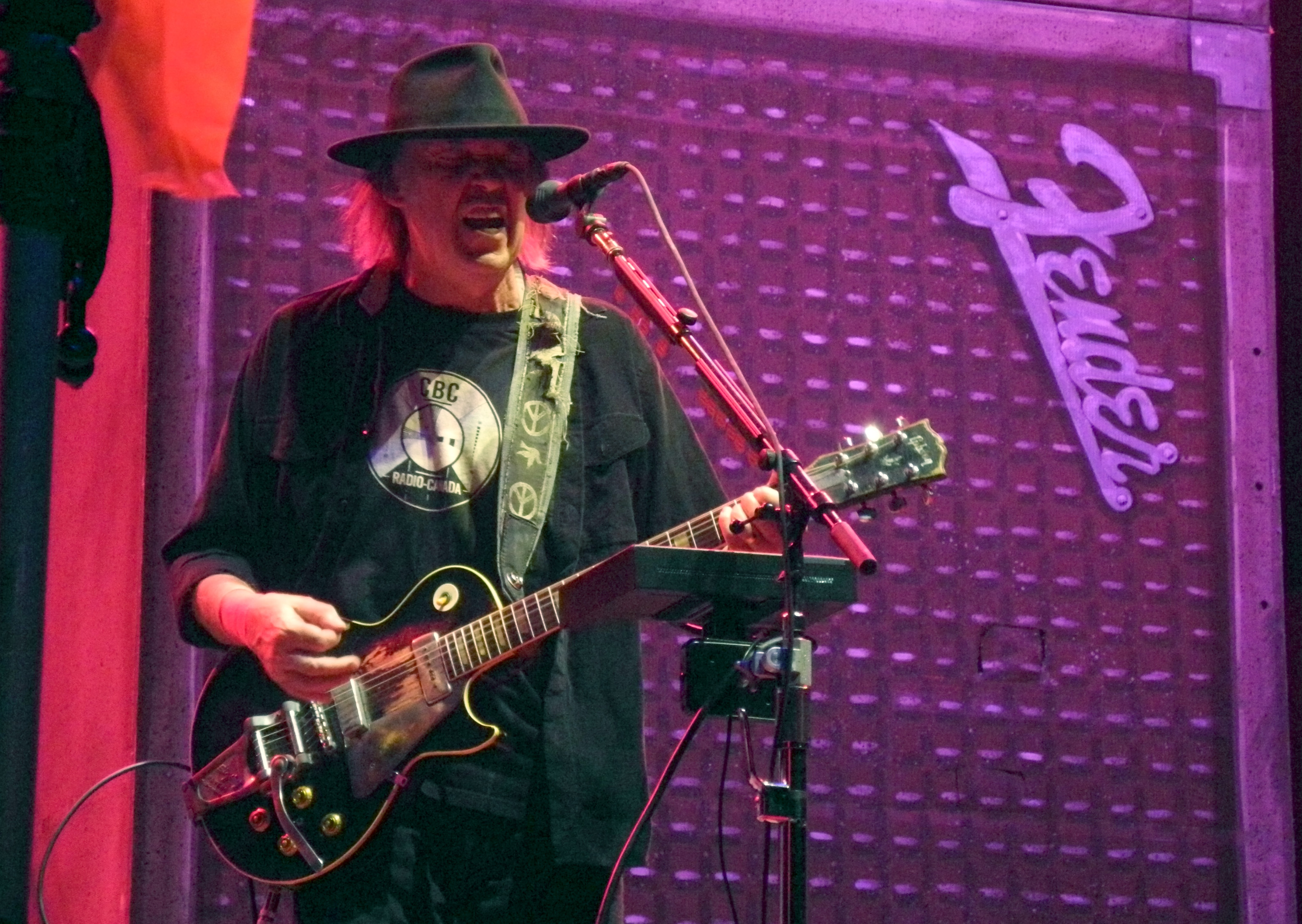
Neil Young durante la gira Alchemy Tour en 2013.

A comienzos de 2012, durante una charla con reporteros en la promoción de Journeys, desveló que había vuelto a grabar con la banda Crazy Horse tras ocho años de inactividad y que tenía un disco finalizado y otro en desarrollo. El 10 de febrero, volvió a tocar en directo con Crazy Horse por primera vez desde la gira de promoción Greendale en la entrega a Paul McCartney del premio MusiCares Person of the Year interpretando el tema «I Saw Her Standing There». Varios días después, publicó en su web oficial «Horse Back», una improvisación musical de 37 minutos, seguida en junio de Americana, un álbum con versiones de canciones folk estadounidenses, y en octubre de Psychedelic Pill, un álbum doble con nuevas composiciones que alcanzó el puesto ocho en la lista Billboard 200.
Tras la publicación de Americana, emprendió con Crazy Horse la gira Alchemy Tour, que incluyó etapas en Norteamérica, Oceanía y Europa. En 2014 estrenó A Letter Home, un álbum de versiones grabado en solitario, con guitarra acústica y armónica, en una cabina de grabación de vinilo Voice o-Graph de 1947, reformada por Jack White y ubicada en la tienda de Third Man Records en Nashville. De forma paralela estrenó Pono, un formato de audio de alta calidad, en un intento por presentar canciones «como suenan por primera vez en las sesiones de grabación en un estudio», mediante el uso de un sonido de alta resolución a 24-bit y con una frecuencia de 192-kHz en lugar de «la inferioridad del audio comprimido que ofrece el mp3». Sin embargo, en test comparativos, el nuevo Pono no muestra mayor diferencia con un mp3 en un iPhone. En un experimento realizado por un colaborador de Yahoo, los usuarios prefirieron el iPhone. En octubre del mismo año también publicó un segundo trabajo musical, Storytone, grabado con una orquesta de 92 miembros, y editó Special Deluxe, un libro de memorias sobre sus coches como continuación de su autobiografía Waging Heavy Peace.
En junio de 2015 publicó The Monsanto Years, un álbum grabado con el grupo Promise of the Real y crítico con la multinacional de productos agrícolas Monsanto por su uso de OMGs en la agricultura. La posterior gira con Promise of the Real fue documentada y recopilada en el álbum en directo Earth, publicado un año después. El mismo año publicó Peace Trail, un álbum en acústico con la colaboración del batería Jim Keltner y del bajista Paul Bushnell.
En años sucesivos, alternó la publicación de nuevos trabajos con el lanzamiento de sus archivos musicales. En diciembre de 2017 publicó The Visitor, su segundo trabajo con Promise of the Real, el cual fue precedido del sencillo «Children of Destiny». Al año siguiente, estrenó el documental Paradox, dirigido por su esposa Daryl Hannah, y publicó dos conciertos de sus archivos: Roxy - Tonight's the Night Live, ofrecido con The Santa Monica Flyers en 1973 en el Roxy Theatre de Los Ángeles, y Songs for Judy, grabado en solitario en noviembre de 1976.
En 2019, volvió a reunir al grupo Crazy Horse para una gira por teatros seguida de la grabación de Colorado, el primer trabajo del grupo en siete años y el primero en contar con el guitarrista Nils Lofgren en sustitución de Frank "Poncho" Sampedro. Colorado sería publicado en octubre de 2019 y fue precedido por el sencillo «Milky Way».

### DeBarnaWorld Record(de 2020 en adelante)
Entre 2020 y 2022, Young dejó de ofrecer conciertos debido a la pandemia de COVID-19 al no considerarlo «seguro» y centró su interés en el estudio y en la continuación de su serie de Archives. A partir de marzo, ofreció una serie de conciertos online desde su granja de Colorado bajo el nombre de Fireside Sessions que recopiló en el EP The Times. El mismo año también publicó Neil Young Archives Volume II: 1972–1976, la segunda caja recopilatoria de la serie Neil Young Archives, con 63 canciones inéditas de un total de 131. 
En enero de 2021, Young vendió el 50% de los derechos de su catálogo musical a la empresa de inversión británica Hipgnosis Songs Fund con un valor estimado de al menos 150 millones de dólares. Young y Crazy Horse lanzaron un nuevo álbum, Barn, el 10 de diciembre de 2021. El primer sencillo, «Song of the Seasons», fue lanzado el 15 de octubre, seguido por «Welcome Back» el 3 de diciembre, junto con un video musical.
En noviembre de 2022, publicó World Record, un nuevo álbum con Crazy Horse que contó con la producción de Rick Rubin. Un año después, emprendió en solitario la gira Coastal, su primera gira en tres años.
Entre abril y mayo de 2024, ofreció junto a Crazy Horse la gira Love Earth Tour, con Micah Nelson sustituyendo a Nils Lofgren. Sin embargo, dos miembros del grupo enfermaron en mayo, y Young anunció que el resto de la gira sería cancelada indefinidamente.

## The Neil Young Archives
Desde 1988, Young comentó en varias entrevistas su intención de recopilar su material inédito y de remasterizar su catálogo musical bajo el proyecto Archives. No obstante, el proyecto fue largamente pospuesto a instancia del propio músico en busca de un formato de sonido de alta calidad mejor que el disco compacto. Además, el proyecto fue dividido desde un principio en varios epígrafes en los que ubicar cada publicación:
- Archive Series. La primera entrega bajo la serie Archives, The Archives Vol. 1 1963–1972, se publicó el 2 de junio de 2009 en tamaño cofre con varios formatos: CD, DVD y Blu-Ray, con una calidad de sonido en estéreo de 24 bit/192 kHz. El cofre incluye ocho discos de grabaciones inéditas y demos de su etapa en los grupos The Squires, Mynah Birds y Buffalo Springfield, así como de sus primeros años en solitario entre la publicación de Neil Young y Harvest.[221] Young ganó un Grammy en la categoría de Mejor presentación en caja o edición especial limitada por el diseño artístico de The Archives Vol. 1 1963–1972.[222] En 2020, publicó Neil Young Archives Volume II: 1972–1976, que incluye cortes de álbumes, demos, tomas descartadas y versiones alternativas de sus álbumes Time Fades Away, Tonight's the Night, On the Beach, Zuma y Long May You Run, así como el álbum inédito Homegrown en su totalidad y pistas de las múltiples sesiones de CSNY para su abortado álbum Human Highway.[223] El tercer volumen, Neil Young Archives Volume III: 1976-1987, fue publicado en 2024 y comprende un total de 198 canciones de la segunda mitad de la década de 1970, incluyendo grabacions con Nicolette Larson y Linda Ronstadt y el álbum inédito Oceanside Countryside, así como de su etapa en Geffen Records.[224]

- Performance Series. Previo a la publicación del primer cofre de la serie Archives, el músico publicó varios álbumes de forma no cronológica bajo el epígrafe Performance Series. En 2006, vio la luz Live at the Fillmore East, un concierto con Crazy Horse grabado en 1970,[225] y un año después editó Live at Massey Hall 1971, un concierto en acústico grabado en el Massey Hall de Toronto en 1971, antes de la grabación de Harvest.[226] En 2008, publicó un tercer volumen, Sugar Mountain - Live At Canterbury House 1968.[227] Los dos primeros álbumes fueron incluidos en el cofre The Archives Vol. 1 1963–1972.[228]

En septiembre de 2009, publicó Dreamin' Man Live '92, que recoge el estreno en directo de las canciones del álbum Harvest Moon. Dos años después publicó A Treasure, el noveno volumen en orden cronológico y el sexto en publicarse hasta la fecha. El álbum recoge un concierto con el grupo International Harvesters durante la gira de promoción de Old Ways. A finales de 2013 lanzó Live at the Cellar Door, un nuevo volumen que recoge parte de los cuatro conciertos que ofreció en el Cellar Door de Washington D. C., cuatro meses después de la publicación de After the Gold Rush.
- Special Edition Series. El músico inauguró este epígrafe con el lanzamiento en 2017 de Hitchhiker, un álbum en solitario en 1976 en los Indigo Ranch Studio de Malibú (California) que fue rechazado en su momento por Reprise Records.[233] En 2020 publicó Homegrown, otro álbum «perdido»que grabó en la década de 1970 tras su ruptura con Carrie Snodgress, pero que archivó en su momento al sentir que era «demasiado personal».[234] La serie continuó con los lanzamientos sucesivos de otros álbumes inéditos como Toast (2022), Chrome Dreams (2023), Odeon-Budokan (2023) y Early Daze (2024).

- Original Release Series. Apartado destinado a la reedición del catálogo musical remasterizado del músico. El 14 de julio de 2009, remasterizó y reeditó en formato HDCD Neil Young, Everybody Knows This Is Nowhere, After the Gold Rush y Harvest como los cuatro primeros volúmenes de la serie en la caja Original Release Series Vol. 1-4.[235]

## Influencia, importancia y reconocimiento internacional

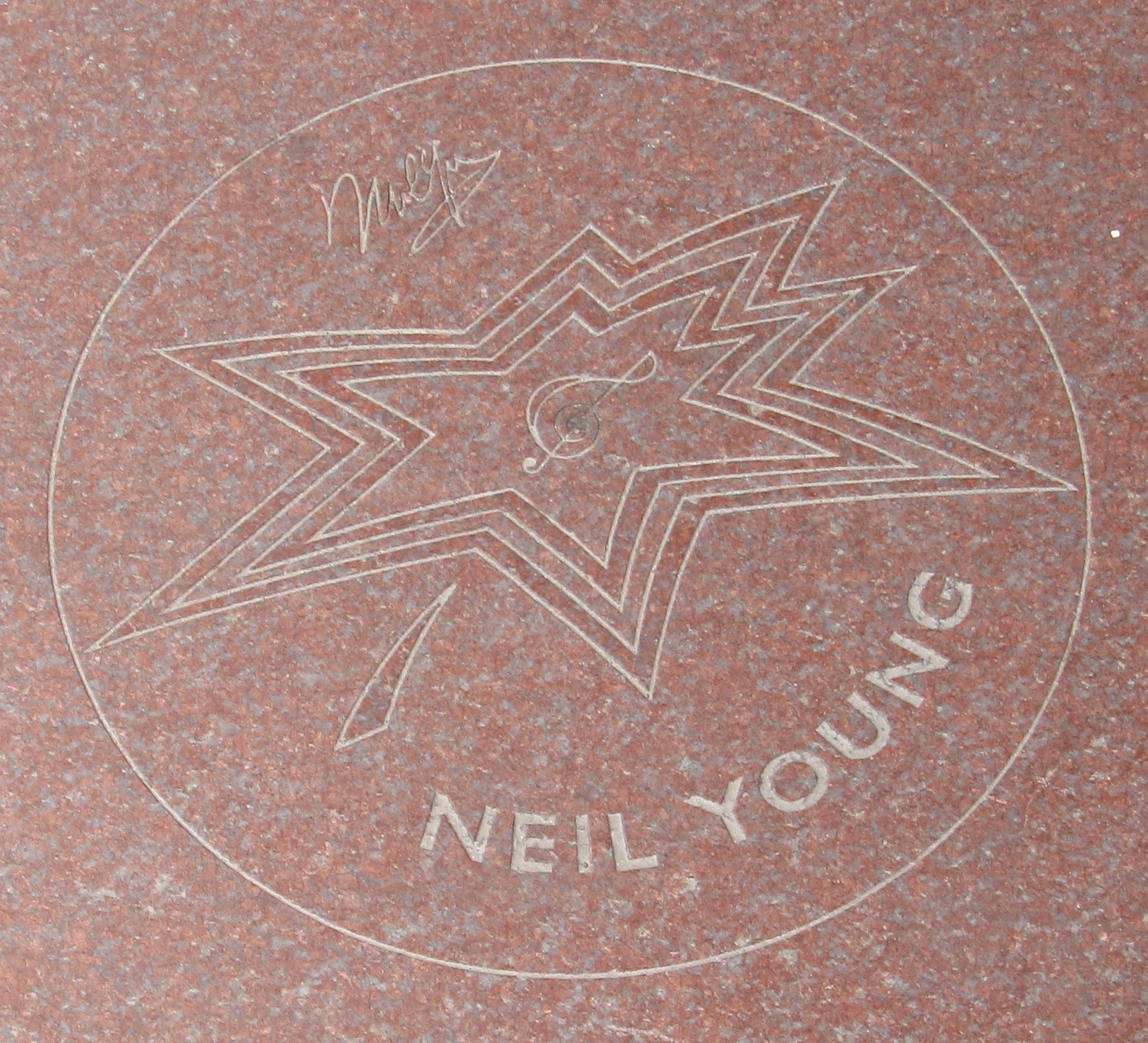
Placa de Neil Young en el Paseo de la Fama de Canadá.

Neil Young ha sido definido como uno de los artistas más influyentes de su generación en la historia de la música popular norteamericana, a la altura de músicos como Bob Dylan, Van Morrison, Stephen Stills y Leonard Cohen, y su nombre figura en el segundo puesto de la lista de cantantes y compositores más influyentes del siglo XX, por detrás de Dylan, que elaboró la revista Paste.
Su relevancia en la música popular fue también reconocida con su inclusión en varias listas de los mejores artistas de todos los tiempos. En junio de 1996, la revista Mojo le situó en el puesto nueve de la lista de los cien mejores guitarristas de todos los tiempos. En 2000, figuró en el puesto 39 de la lista de los cien mejores artistas de hard rock elaborada por el canal de televisión VH1, mientras que la revista musical Rolling Stone le situó en el puesto 34 de la lista de los cien mejores artistas de todos los tiempos y en el 37 de los mejores cantantes.
Su música influyó a bandas y artistas de nuevas generaciones como Phish, Pearl Jam y Nirvana. En este aspecto, recibió el apodo de «el padrino del grunge» por la influencia ejercida sobre músicos como Kurt Cobain y Eddie Vedder en particular y sobre el movimiento grunge en general desde la publicación en 1990 de Ragged Glory, cuyo sonido marcado por la retroalimentación fue clave en la evolución del género. Su influencia fue notable en Cobain, quien llegó a parafrasear el verso «It's better to burn out than to fade away» de la canción «Hey Hey, My My (Out of the Black)» en su nota de suicidio. Por otra parte, Eddie Vedder, encargado de presentar la ceremonia en la que Young ingresó en el Salón de la Fama del Rock and Roll en 1995, le citó como una fuerte influencia. También influyó a la banda inglesa Oasis, la cual se inspiró en la canción «Heart of Gold» para componer «The Girl In The Dirty Shirt», publicada en el álbum Be Here Now. Por otra parte, la banda australiana Powderfinger atribuye el nombre de su grupo a la canción homónima de Young.
El músico es también citado como una influencia importante en músicos de rock experimental como Sonic Youth, Jesse Marchant y Thom Yorke. Yorke recuerda haber descubierto al músico tras mandar con dieciséis años una demo a una revista, donde compararon su voz favorablemente con la de Young. A continuación compró el álbum After the Gold Rush, y según el propio Yorke, «me sentí enamorado inmediatamente con su trabajo», al que calificó de «extraordinario». Es también una de las principales influencias del músico Dave Matthews, miembro de Farm Aid junto a Willie Nelson, John Mellencamp y Young.
Young ingresó en el Salón de la Fama de la Música Canadiense en 1982, y por partida doble en el Salón de la Fama del Rock and Roll: en 1995 por su carrera en solitario y en 1997 como miembro de Buffalo Springfield. Además, ha ganado hasta la fecha dos premios Grammy: uno en 2010 a la mejor presentación en caja o edición especial limitada por el cofre The Archives Vol. 1 1963–1972, y otro en 2011 a la mejor canción de rock por la canción «Angry World», publicada en el álbum Le Noise,. El 29 de enero de 1010, dos días antes de la 52.ª gala anual de los Premios Grammy, recibió el premio MusiCares Person of the Year.
En el ámbito cinematográfico, obtuvo una nominación al Óscar a la mejor canción original por su canción «Philadelphia», de la película homónima, del director Jonathan Demme. Además, ha sido galardonado en dos ocasiones con un doctorado honoris causa: en 1992 recibió un doctorado en música de la Universidad de Lakehead de Thunder Bay, Ontario, y en 2006 un doctorado en Letras Humanas por la Universidad Estatal de San Francisco, compartido con su mujer Pegi por la creación de Bridge School. También en 2006 fue premiado con la Orden de Manitoba, y tres años después con la Orden de Canadá.
Jason Bond, un biólogo de la Universidad de Carolina, nombró a una nueva especie de araña como Myrmekiaphila neilyoungi en honor a su cantante favorito.

## Filantropía y conciencia medioambiental
Young es también reconocido por sus labores humanitarias a través de a varias fundaciones. Como miembro fundador de Farm Aid junto a Willie Nelson y John Mellencamp, mantiene una constante actividad en los conciertos anuales programados por la fundación, cuya primera edición surgió a raíz de un comentario de Bob Dylan en el escenario del Live Aid en el cual «esperaba que parte del dinero pudiese ser destinado a granjeros americanos en peligro de perder sus granjas por deudas hipotecarias». En la actualidad, la institución cuenta con un fondo de emergencia para granjeros en situaciones de pobreza debido a desastres naturales como el Huracán Katrina y la oleada de tornados en abril de 2011. Los fondos recaudados se utilizan para pagar los gastos de los agricultores y proporcionar alimentos, ayuda legal y financiera, y asistencia psicológica.

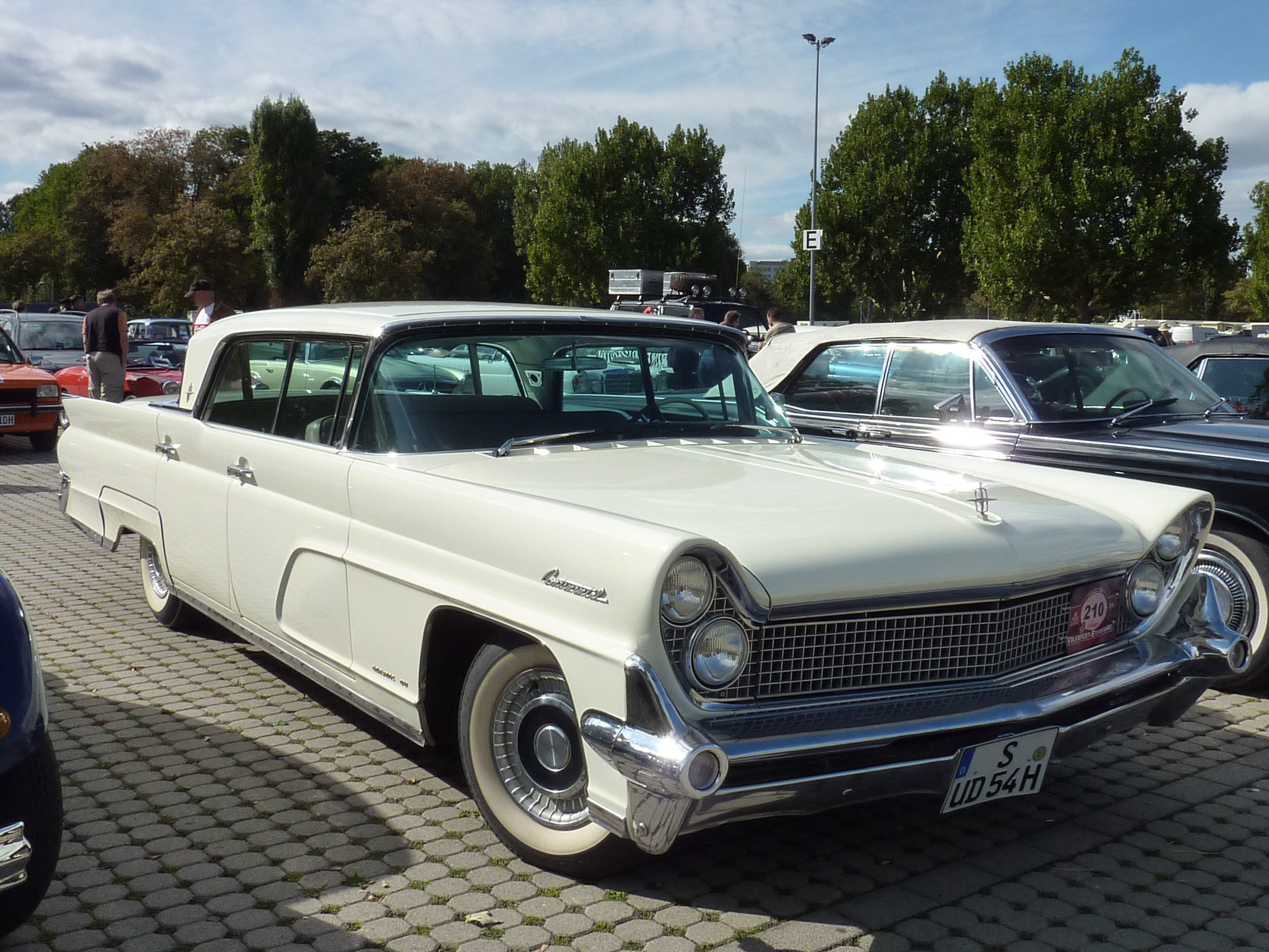
Su interés en la energía renovable llevó a Young a transformar su Lincoln Continental de 1959 en un híbrido eléctrico.

Además, organiza y programa de forma anual en Mountain View, California, los conciertos Bridge School Benefit, que desde su primera edición contó con la colaboración de músicos como Bruce Springsteen, David Bowie, The Who, Red Hot Chili Peppers, Trent Reznor, Pearl Jam, Sonic Youth, Paul McCartney y Foo Fighters, entre otros. Los conciertos sirven para recaudar fondos con el fin de financiar The Bridge School, una organización sin ánimo de lucro que su mujer Pegi Young fundó en 1987 con el patólogo Marilyn Buzolich a raíz de la falta de escuelas donde educar a su hijo Ben, que sufre tetraplejia y parálisis cerebral. La escuela tiene como finalidad la integración en la sociedad de niños con necesidades especiales mediante el empleo de sistemas de comunicación alternativos y aumentativos y tecnologías de apoyo. A pesar de la tetraplejia y de la incapacidad de hablar de Ben, su padre suele llevarlo con frecuencia a sus conciertos y suele apodarlo «el guía espiritual de la familia».
Tras el nacimiento de su hijo, buscó fórmulas alternativas para comunicarse y poder interactuar con él. Gran parte de su trabajo en Trans, un álbum publicado en 1982, utiliza un vocoder para transformar su voz original. Según Young: «Si escuchas esas voces mecánicas, si lees las letras, está claro que es el comienzo en mi búsqueda de otras formas para que una persona sin voz encuentre alguna interfaz de comunicación». En el mismo aspecto, en la década de 1980 diseñó para Lionel, LLC, compañía de la que fue accionista, sistemas de control para trenes eléctricos con el fin de que su hijo Ben, a pesar de la dificultad de sus movimientos, pudiera controlar el movimiento de los trenes. Su nombre figura como creador de siete patentes relacionadas con modelos de trenes.
Su creciente interés medioambiental a comienzos del siglo XXI le llevó a utilizar biodiésel como combustible de sus vehículos durante la gira Greendale Tour. Al respecto, comentó: «Nuestra gira es ahora amiga del ozono. Pienso seguir utilizando este combustible aprobado y regulado por el Gobierno a partir de ahora para probar que es posible entregar cualquier mercancía en Norteamérica sin usar petróleo extranjero y siendo responsable con el medio ambiente».
En 2008 anunció el proyecto LincVolt, un intento por producir un vehículo híbrido eléctrico enchufable a partir de su automóvil Lincoln Continental de 1959. La primera versión, diseñada por Johnathan Goodwin, incluyó un motor eléctrico de 150 kW fabricado por UQM, un generador eléctrico de 30 kW de Capstone y un pack de baterías LFP de Thunder Sky. Sin embargo, el músico perdió el coche, además de archivos e instrumentos musicales por valor de 850 000 dólares, en un incendio que asoló un almacén de su propiedad en 2010. A pesar de los daños que sufrió el vehículo y de la muerte a comienzos de 2010 de su compañero Larry Johnson, que codirigía un documental sobre la conversión del coche, Young volvió a restaurar el coche. En la segunda versión reutilizó el motor eléctrico y cambió las baterías por un pack de baterías de ion de litio de A123 Systems.
En enero de 2014, ofreció una gira de cuatro conciertos con Diana Krall bajo el epígrafe Honor the Treaties, en protesta contra el impacto ambiental de las arenas aceiteras de Alberta, Canadá y en beneficio de las First Nation. Al respecto, el músico llegó a comparar Fort McMurray con Hiroshima y criticó al gobierno de Stephen Harper por «comerciar la integridad a cambio de dinero».

## Vida personal

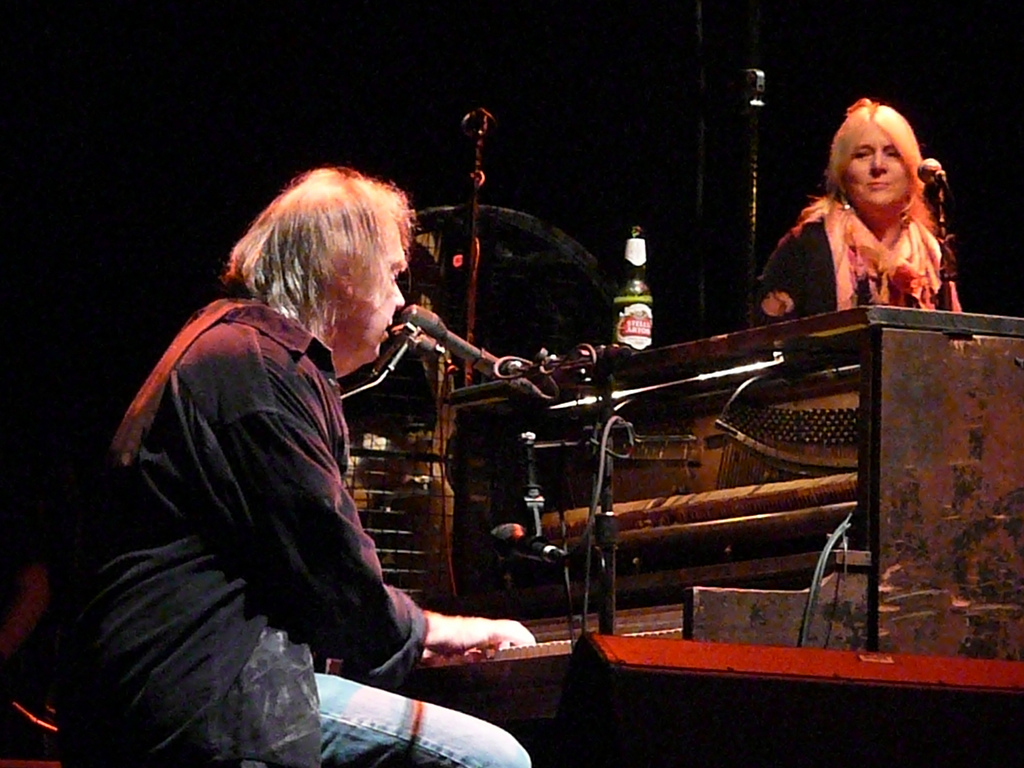
Neil y su mujer Pegi Young durante un concierto en el Trent FM Arena de Nottingham.

A Neil Young se le atribuyen cuatro relaciones sentimentales a lo largo de su vida: 
- En 1970 se casó con Susan Acevedo. La pareja se separó al cabo de un año.
- En 1971 conoció a la actriz Carrie Snodgress, de quien se enamoró tras verla en una revista y en la película Diary of a Mad Housewife, por la que fue nominada al Óscar a la mejor actriz.[3][271] Fruto de su relación, que no llegaría a formalizarse nunca en matrimonio,[272] en 1972 nació Zeke Young, el primer y único hijo de la pareja, que sufre un caso leve de parálisis cerebral.[273] La relación de la pareja inspiró a Young canciones como «A Man Needs A Maid», del álbum Harvest, en la que relata cómo se enamoró de Snodgress al verla en Diary of a Mad Housewife, y «Motion Pictures», del álbum On the Beach.[271] Sin embargo, su relación pronto comenzó a deteriorarse y la pareja se divorció a mediados de la década de 1970.[271]
- En agosto de 1978, Young contrajo matrimonio con Pegi Morton, con quien tuvo dos hijos: Ben, que nació el 28 de noviembre del mismo año, y Amber Jean, que nació el 15 de mayo de 1984.[115] La tetraplejía y parálisis cerebral de Ben motivó a la pareja a crear The Bridge School, una escuela para educar a niños con necesidades especiales.[20] A lo largo de sus 35 años de matrimonio, Young compuso varias canciones inspiradas en su mujer como «Such a Woman» y «Unknown Legend», del álbum Harvest Moon, y «Once an Angel», del álbum Old Ways, y le dedicó los álbumes Harvest Moon y Are You Passionate?.[115] Pegi acompañó a su marido como corista en varias giras a partir de 2000 y debutó como cantante con la publicación en 2007 de su primer disco.[274][275] La pareja se divorció en agosto de 2014.[276] Pegi falleció a causa de un cáncer en enero de 2019 a los 66 años.[277]
- Después de conocerse en 2014, Young contrajo matrimonio con Daryl Hannah en agosto de 2018.[278]

Young residió gran parte de su vida en Broken Arrow Ranch, una propiedad ubicada en Redwood City, California y adquirida en 1970. Dentro de la finca construyó los Redwood Studios, un edificio de madera rodeado de un bosque de secuoyas donde grabó gran parte de sus trabajos desde la adquisición de la propiedad. Tras su divorcio de Pegi, Young abandonó la propiedad y se mudó con Hannah a una cabaña cerca de Omemee, el pueblo donde el músico vivió parte de su infancia.
A pesar de residir en los Estados Unidos y haber adquirido la cuidadanía estadounidense en 2020, conserva la nacionalidad canadiense.

## Instrumentos musicales

### Guitarras

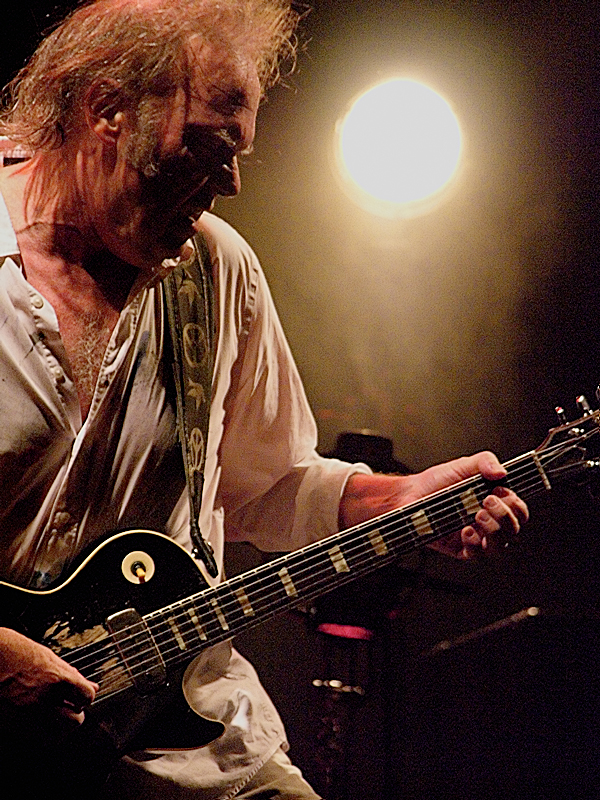
Neil Young en Florencia, en 2008, con la guitarra «Old Black».

Aunque Neil Young es un coleccionista de guitarras de segunda mano, en sus grabaciones y directos usa poca variedad de instrumentos. Tal y como describió su técnico de guitarras Larry Cragg en la película Neil Young: Heart of Gold, entre los instrumentos más utilizados destacan:
- Una Gibson Les Paul de 1953 apodada «Old Black».[284] Es su principal guitarra eléctrica y suele utilizarla con frecuencia en la mayoría de sus grabaciones.[14] En 1972, instaló un minihumbucker de una Gibson Firebird que reemplazó a la P-90 habitual de las guitarras Les Paul de la época.[284] En 1969 también instaló un brazo de trémolo de la marca Bigsy, que se puede escuchar al comienzo de la canción «Cowgirl in the Sand».[285] La guitarra incluye también un mini-switch que permite mandar la señal del humbucker directamente al amplificador.[286] El músico adquirió su guitarra de manos de Jim Messina, que tocó brevemente con Buffalo Springfield, a cambio de una de sus Gretsch en 1969.[284]
- Una Martin D-45, guitarra acústica con la que grabó gran parte del álbum Harvest y que utiliza con frecuencia en gran parte de sus actuaciones en acústico desde 1969.[287]
- Una Martin D-28, apodada «Hank» en homenaje a su anterior dueño, Hank Williams, que el músico compró a Tut Taylor en Nashville en otoño de 1977.[288] La guitarra aparece en la película de Jonathan Demme Neil Young: Heart of Gold.[288]
- Una Taylor 855 de doce cuerdas, adquirida en Florida a comienzos de 1978 y que tocó por primera vez en directo en mayo del mismo año durante la gira de Rust Never Sleeps.[289][290] El músico grabó la canción «Trasher» con una Taylor 855 y tocó con frecuencia «Cortez the Killer» durante las giras de 1999 y 2003 con ella.[289]
- Un banjo Gibson Mastertone de seis cuerdas de 1927. Young adquirió el instrumento en 1971, y fue incluido en las canciones «For the Turnstiles», «Mellow My Mind» y «My Boy», incluidas respectivamente en los álbumes On the Beach, Tonight's the Night y Old Ways.[291] El músico James Taylor tocó el banjo en «Old Man» durante la grabación de Harvest.[284][291]
- Al menos cuatro Gretsch 6120 del modelo Chet Atkins que el músico comenzó a utilizar desde 1963 con The Squires.[292]
- Una Gibson Flying V de la década de 1950, que sustituyó a la «Old Black» y utilizó únicamente en la gira de Time Fades Away.[284][293]

### Armonio opump organ
Young también posee un armonio o pump organ de la compañía Estey, fechado en 1885, con el que suele alternar la guitarra acústica en sus conciertos en solitario. Una grabación del armonio puede oírse en el álbum Unplugged, donde toca una versión de «Hurricane».
Sin embargo, el armonio se vio afectado a finales de 2010 por un incendio que asoló un almacén de su propiedad en San Francisco (California). En un concierto benéfico ofrecido el 8 de diciembre con el fin de recaudar fondos para el UCSF Benioff Children's Hospital, el músico comentó que el fuego no llegó a quemar el instrumento, pero que al apagarlo, el agua había disuelto la cola del interior y necesitaba reparación. Jim Tyler documentó la restauración del armonio en la revista The Reed Society Quarterly.

### Amplificadores
Young utiliza varios amplificadores de guitarra de la marca Fender Tweed Deluxe. Su preferido para la guitarra eléctrica es el Fender Deluxe, un modelo Tweed del año 1959. Ralph Molina, batería del grupo Crazy Horse, le vendió su primer amplificador en 1967 por cincuenta dólares, y desde entonces posee en torno a 450 ejemplares diferentes, todos de la misma época.
La marca Tweed Deluxe es casi siempre usada junto a un amplificador Magnatone 280 de finales de la década de 1950, similar al de David Gilmour y Buddy Holly. Un accesorio notable del amplificador Deluxe es el whizzer, un dispositivo que Rick Davis creó específicamente para Young. El dispositivo está conectado a pedales que el músico utiliza en el escenario para regular el sonido.

## Discografía
| Con Buffalo Springfield - 1966: Buffalo Springfield - 1967: Buffalo Springfield Again - 1968: Last Time Around | Con Crosby, Stills y Nash - 1970: Déjà Vu - 1971: 4 Way Street - 1988: American Dream - 1999: Looking Forward - 2008: Déjà Vu Live - 2014: CSNY 1974 | Con The Stills-Young Band - 1976: Long May You Run |

| En solitario - 1968: Neil Young - 1969: Everybody Knows This Is Nowhere - 1970: After the Gold Rush - 1972: Harvest - 1972: Journey Through the Past - 1973: Time Fades Away - 1974: On the Beach - 1975: Zuma - 1976: Tonight's the Night - 1977: American Stars 'N Bars - 1978: Comes a Time - 1979: Rust Never Sleeps - 1979: Live Rust - 1980: Hawks & Doves - 1981: Re-ac-tor - 1982: Trans - 1983: Everybody's Rockin' - 1985: Old Ways | - 1986: Landing on Water - 1987: Life - 1988: This Note's for You - 1989: Freedom - 1990: Ragged Glory - 1991: Weld - 1992: Harvest Moon - 1993: Unplugged - 1994: Sleeps with Angels - 1995: Mirror Ball (con Pearl Jam) - 1996: Dead Man - 1996: Broken Arrow - 1997: Year of the Horse - 2000: Silver & Gold - 2000: Road Rock Vol. 1 - 2002: Are You Passionate? - 2003: Greendale - 2005: Prairie Wind | - 2006: Living with War - 2007: Chrome Dreams II - 2009: Fork in the Road - 2010: Le Noise - 2012: Americana - 2012: Psychedelic Pill - 2014: A Letter Home - 2014: Storytone - 2015: The Monsanto Years - 2016: Earth - 2016: Peace Trail - 2017: The Visitor - 2019: Colorado - 2021: Barn - 2022: Toast - 2022: Noise & Flowers - 2023: Before and After - 2024: Fu##in' Up - 2025: Talkin to the trees |

## Premios y distinciones
Premios Óscar
| Año  | Categoría              | Canción        | Película     | Resultado |
| ---- | ---------------------- | -------------- | ------------ | --------- |
| 1994 | Mejor canción original | «Philadelphia» | Philadelphia | Nominado  |